# سندی ولی (نوادا)
سندی ولی، نوادا (به انگلیسی: Sandy Valley, Nevada) یک سکونتگاه مسکونی در ایالات متحده آمریکا است که در نوادا واقع شده‌است.

## خصوصیات
سندی ولی ۱۴۵٫۱ کیلومترمربع مساحت و ۲٬۰۵۱ نفر جمعیت دارد و ۸۰۵ متر بالاتر از سطح دریا واقع شده‌است.